# マット・シェラット
マット・シェラット（Matt Sherratt、1978年 - ）は、イングランド出身のラグビーユニオンの指導者である。ユナイテッド・ラグビー・チャンピオンシップのカーディフ・ラグビーのヘッドコーチであり、ウェールズ代表の暫定ヘッドコーチを務めている。

## 経歴
イングランド、グロスターシャー州グロスター生まれ。父親はイングランド出身、母親はウェールズ出身。
グロスター・ラグビーでプレーしていたが、大きな活躍機会は無かった。
2005年、27歳の時にイングランドラグビー協会に育成コーチとして就職したとき、小学校教師としても働いていた。
2006年からは5シーズンにわたりウスター・ウォリアーズのアカデミー（若年選手向け養成チーム）でコーチを務めた。
2011年から5年間イングランドのブリストル・ベアーズでバックスコーチを務めた後、ウェールズのカーディフ・ラグビーに移り、コーチ職を続ける。
2017年にはウェールズ代表のアシスタントコーチに就任し、トンガ・サモア遠征に同行した。
ウェールズのオスプリーズでは、2017年からコーチスタッフに加わり、2019には暫定ヘッドコーチへと進んだ。
2023-24シーズンに、カーディフ・ラグビーのヘッドコーチに就任した。ユナイテッド・ラグビー・チャンピオンシップでのカーディフ・ラグビーは、就任1年目シーズンでは16チーム中、12位だった。しかし翌2024-25シーズンには、5位に浮上した。
2025年2月8日、ウェールズ代表はシックス・ネイションズ2節目まででテストマッチ14連敗を喫し、ワールドラグビーランキングは史上最低の12位に落ちた。
その3日後の2月11日に、ウォーレン・ガットランドがウェールズ代表ヘッドコーチを退任。それを受けてシェラットが、暫定ヘッドコーチとして就任することが発表された。ウェールズ代表チームとしては、初のイングランド人ヘッドコーチとなる。
シックス・ネイションズの対戦は3試合残っており、代表ヘッドコーチ就任後、初の対戦は2月22日の強豪アイルランド代表（ワールドラグビーランキング2位）とのホーム戦である。シックス・ネイションズ終了後に正式に契約し、夏の遠征で同年7月には日本代表戦を迎える見通し。